# محوطه کماج خور
محوطه کماچخور مربوط به سدهٔ ۸ تا ۱۱ ه.ق است و در شهرستان درگز، بخش چاپشلو، روستای کماچخور واقع شده و این اثر در تاریخ ۲۷ بهمن ۱۳۸۲ با شمارهٔ ثبت ۱۰۹۲۰ به‌عنوان یکی از آثار ملی ایران به ثبت رسیده است.